# Woodbury, Minnesota
Woodbury, Minnesota là một thành phố nằm ở quận thuộc tiểu bang Minnesota, Hoa Kỳ. Năm 2019, đây là thành phố đông dân thứ chín tiểu bang Minnesota với dân số 72,828.